# Secure Memory Encryption
Secure Memory Encryption (SME) ist eine Technologie von AMD, die den Arbeitsspeicher verschlüsselt. SME ist vergleichbar mit Software Guard Extensions von Intel, verfolgt aber einen anderen Ansatz.
SME und Secure Encrypted Virtualization (SEV) wurden 2017 mit der Zen-Mikroarchitektur eingeführt und sollen virtuelle Maschinen bei Cloud-Anbietern sicherer machen.

## Transparent Secure Memory Encryption (TSME)
Mit Transparent Secure Memory Encryption (TSME) wird die Verschlüsselung des gesamten Hauptspeichers (RAM) bereits vor dem Start eines Betriebssystems bezeichnet. Die Funktion dazu muss in der System-Firmware aktiviert werden, eine Software-Anpassung (etwa des Betriebssystems) ist nicht notwendig.